# HD129383
HD129383 — хімічно пекулярна зоря спектрального класу F5, що має видиму зоряну величину в смузі V приблизно  8,7.
Вона  розташована на відстані близько 1230,8 світлових років від Сонця.